# Mastixis asteralis
Mastixis asteralis är en fjärilsart som beskrevs av Walker 1859. Mastixis asteralis ingår i släktet Mastixis och familjen nattflyn. Inga underarter finns listade i Catalogue of Life.